# Глинський Богдан Федорович
Богда́н Фе́дорович Гли́нський («Мамай»; пом. 1509 або 1512)) — князь з роду Глинських, намісник черкаський (1488–1495) і путивльський (1495–1497). Один з перших провідників козацьких загонів у землях Великого князівства Литовського.

## Короткі відомості
Богдан Глинський був сином князя Федора Глинського, який вів своє походження від ординського темника Мамая з половецького роду Кият і Чингізхана (предка дружини Мамая).
У 1488 році Богдан перебував на посаді намісника великого князя у Черкасах і обіймав її до 1495 року. Після руйнівних походів Менглі Герая Богдан мав навести лад на кордоні й організувати оборону від майбутніх нападів. Але він виявив ініціативу й почав — за прикладом степових беків набирати ватаги «вільних» вояків (або ж «козаків») з українців для походів на південь.
1492 року Глинський здійснив похід на Тягинку, що поблизу гирла Дніпра, захопив кримськотатарський корабель і визволив багато українців з полону. У зв'язку з цим хан Менґлі I Ґерай надіслав скаргу великому князю Литовському Олександру.
1493 року Глинський разом із «царевичем Уздемиром» ходив походом на Низ, здобув і зруйнував новопоставлене Менґлі І Ґераєм місто Очаків, забрав у ньому «30 тисяч алтинів» грошей, і людей ханських частково побив, а частково забрав у неволю. Тоді ж було пограбовано московського посла Суботу, що їхав до Криму з Валахії. Нападників Глинського хан називав «козаками черкаськими».
1494 року козацька ескадра під його рукою спустилася вниз по Дніпру, татари нічого не могли вдіяти, козаки захопили османську залогу Очакова та розсіяли по степу татарські загони, звільнено сотні бранців, з якими й повернулися до Черкас.
Після цього великий князь «змилостивився» на кримцями і в 1495 призначив Богдана на інший «напрямок» — зробивши його намісником Путивля. 4 серпня 1500 році князь Богдан Глинський потрапив в полон до московитян у битві над Ведрошею поблизу Путивля. Помер у полоні 1509 або 1512 року.
Однак існує твердження, що в полоні він або не був, або був недовго. Під його проводом черкаські козаки ще двічі — у 1502 і 1504 роках — успішно штурмують османську фортецю Тавань на Дніпрі.
Богдан був одружений з княжною Марією Іванівною Заславською, яка народила сина Володимира.
Вважають, що саме він міг бути прототипом «Козака Мамая», ледь не найпопулярнішого світського персонажу українського живопису протягом кількох століть.